# Шлезингер, Артур Мейер
Артур Мейер Шлезингер (англ. Arthur Meier Schlesinger Jr.; 15 октября 1917 года, Колумбус (Огайо) — 28 февраля 2007 года, Манхэттен) — американский историк, писатель, социальный критик и либеральный политический деятель (советник Эдлая Стивенсона и Джона Кеннеди).
Трижды лауреат Пулитцеровской премии: в 1946 году за книгу «Век Джексона», в 1966 году за книгу «Тысяча дней» и в 1979 году за книгу «Роберт Кеннеди и его времена».

## Биография
Сын Артура Меера Шлезингера (1888—1965), который был влиятельным социальным историком в Университете штата Огайо и Гарвардском университете. Артур-младший окончил Академию Филлипса в Эксетере в Нью-Хэмпшире. Первую степень с отличием получил в Гарвардском колледже (1938) в возрасте двадцати лет. В 1940 году, он был назначен на трехлетнее товарищество в Гарварде. Его товарищество было прервано вступлением Соединенных Штатов во Вторую мировую войну. В 1942—1945 годах служил в Управлении по сбору военной информации и Управлении стратегических служб.
Служба Шлезингера оставляла ему время, чтобы закончить его первую книгу, «Век Джексона», за которую он получил Пулитцеровскую премию в 1946 году. В 1946—1961 году преподаватель истории в Гарварде: 1946—1954 он был адъюнкт-профессором, стал профессором в 1954 году. В написанной им в 1951—1958 годах трилогии о Ф. Д. Рузвельте описал происхождение и характер политики «Нового курса».
В 1947 году Шлезингер стал вместе с бывшей первой леди Элеонорой Рузвельт, будущим вице-президентом Хьюбертом Хамфри и экономистом, давним другом Джоном К. Гэлбрэйтом членом-учредителем организации «Американцы за демократическое действие», являлся её национальным председателем в 1953—1954 годах. В 1952 году стал основным спичрайтером и горячим сторонником кандидата в президенты губернатора Иллинойса Эдлая Стивенсона. В 1956 году работал в кампании Стивенсона (наряду с 26-летним Робертом Кеннеди) и поддерживал связь с сенатором Джоном Кеннеди, напарником Стивенсона кандидатом в вице-президенты. Шлезингер знал Джона Кеннеди, начиная с посещения Гарварда, и все более и более сближался с Кеннеди и его женой в 1950-х годах. Во время политической кампании 1960 года Шлезингер поддерживал Кеннеди.

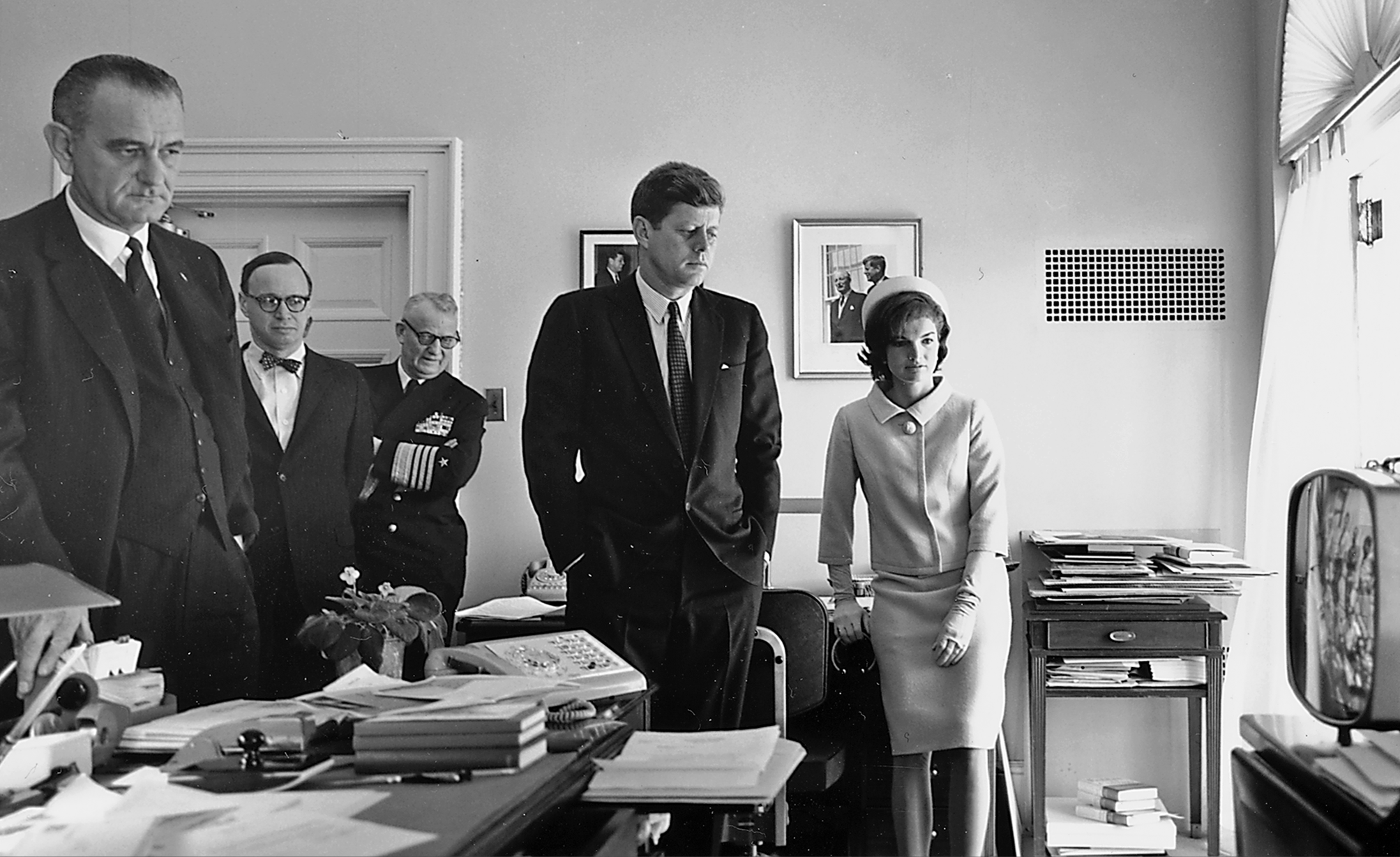
Смотрят телевизор

После выборов 30 января 1961 года ушел из Гарварда и был назначен Специальным помощником президента. Работал прежде всего над латиноамериканскими делами, в течение всего срока пребывания в Белом доме являлся спичрайтером.
В феврале 1961 года Шлезингеру сообщили об «операции Куба». Он выступал против плана в меморандуме президенту, заявляя, что «одним махом вы рассеете всю экстраординарную добрую волю, которая повышалась к новому правительству через мир. Это установило бы злорадное изображение нового правительства в умах миллионов». С сенатором Уильямом Фулбрайтом Шлезингер послал несколько записок президенту, выступающему против забастовки, во время встреч он сдерживал своё мнение, отказывающееся подорвать президентское желание единогласного решения. После откровенного отказа вторжения Шлезингер позже жаловался, что «позже после залива Свиней, он горько упрекал меня за то, что сохранял настолько тихим во время тех решающих обсуждений в комнате кабинета… Я могу только объяснить свой отказ сделать больше, чем поднимают несколько робких вопросов, сообщая, что импульс положить конец этой ерунде был просто уничтожен обстоятельствами обсуждения.» После того, как негодование утихло, Кеннеди шутил, что Шлезингер «написал мне меморандум, который будет выглядеть довольно хорошим, когда он найдет время для письма его книги по моему правительству. Только он лучше не издает тот меморандум, в то время как я все ещё жив!» Во время кубинского Ракетного Кризиса, Шлезингер не был членом Исполнительного комитета Совета национальной безопасности), но помог Послу ООН Стивенсону спроектировать своё представление кризиса к Совету Безопасности ООН.
После того, как президент Кеннеди был убит 22 ноября 1963, Шлезингер оставил свой пост в январе 1964 года. Написал историю правительства Кеннеди под названием «Тысяча дней: Джон Ф. Кеннеди в Белом доме», выигравшую его вторую Пулитцеровскую премию.
В 1966 году вернулся к академической деятельности. В 1966—1994 годах профессор гуманитарных наук в Городском университете Нью-Йорка.
31 марта 1994 года был избран иностранным членом Российской академии наук.

### Демократический активист
- Среди основателей организации «Американцы за демократическое действие»
- Спичрайтер для двух кампаний по выборам президента Эдлая Стивенсона в 1952 и 1956
- Спичрайтер для кампании Джона Кеннеди в 1960
- 1961—1964 специальный помощник президента по латиноамериканским делам и составлению речей.
- Спичрайтер для кампании Роберта Кеннеди в 1968
- Спичрайтер для кампании Джорджа Макговерна в 1972
- Участвовал в кампании по выборам президента Эдварда Кеннеди в 1980 году
- С мая 2005 до смерти был блогером в The Huffington Post.

## Сочинения
- The Age of Jackson. 1945.
- The Crisis of the Old Order: 1919—1933 (The Age of Roosevelt, Vol. I). 1957.
- The Coming of the New Deal: 1933—1935 (The Age of Roosevelt, Vol. II). 1958.
- The Politics of Upheaval: 1935—1936 (The Age of Roosevelt, Vol. III). 1960.
- A Thousand Days: John F. Kennedy in the White House. 1965.
- Robert Kennedy and His Times. 1978.
- Артур М. Шлезингер. Циклы американской истории = Cycles of American History (1986). — М.: Прогресс, 1992. — 688 с. — ISBN 5-01-003551-5.